# إد سبيليرز
إد سبيليرز (بالإنجليزية: Ed Speleers) هو عارض وممثل بريطاني، ولد في 7 أبريل 1988 بتشيتشستر في المملكة المتحدة.

## أعمال

### أفلام
- (2006) إيراغون[6]
- (2015) عواء
- (2016) أليس في بلاد المرآة[7]
- (2017) بريث

### مسلسلات
- داونتون آبي
- الدخلية

## وصلات خارجية
- إد سبيليرز على موقع IMDb (الإنجليزية)
- إد سبيليرز على موقع ميتاكريتيك (الإنجليزية)
- إد سبيليرز على موقع ميتاكريتيك (الإنجليزية)
- إد سبيليرز على موقع روتن توميتوز (الإنجليزية)
- إد سبيليرز على موقع قاعدة بيانات الأفلام العربية
- إد سبيليرز على موقع ألو سيني (الفرنسية)
- إد سبيليرز على موقع أول موفي (الإنجليزية)
- إد سبيليرز على موقع قاعدة بيانات الأفلام السويدية (السويدية)
- إد سبيليرز على موقع إن إن دي بي (الإنجليزية)
- إد سبيليرز على موقع قاعدة بيانات الفيلم (الإنجليزية)